# Grzbiet Juan Fernandez

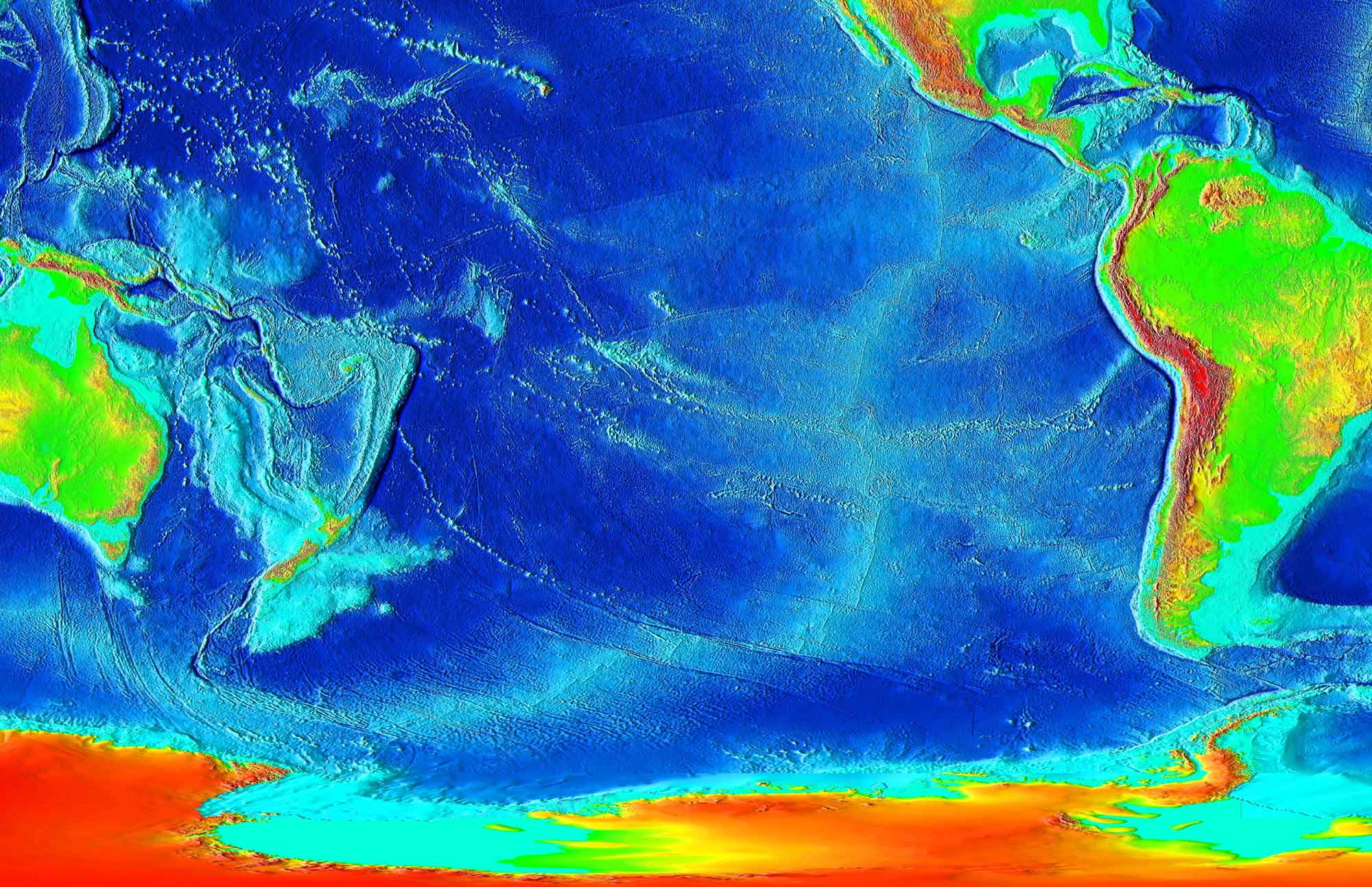
Grzbiet Pacyficzno-Antarktyczny, Grzbiet Wschodniopacyficzny i Grzbiet Juan Fernandez

Grzbiet Juan Fernandez – grzbiet podmorski położony w południowo-wschodniej części Oceanu Spokojnego. Zbudowany ze skał wulkanicznych. Tworzy góry podwodne. Tylko jeden niewielki archipelag sterczy ponad poziom morza, są to wyspy Juan Fernández.
Znajduje się na płycie Nazca. Rozpoczyna się w węźle potrójnym Juan Fernández i dochodzi do Rowu Atakamskiego.

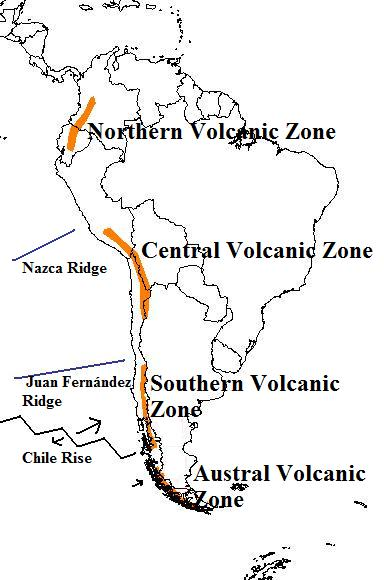
Mapa Ameryki Południowej z Grzbietem Juan Fernandez oraz strefami wulkanicznymi

Nie jest grzbietem śródoceanicznym związanym ze strefą spreadingu – rozrostu dna oceanicznego. Prawdopodobnie jest to grzbiet powstały w wyniku przesuwania się płyty oceanicznej ponad tzw. plamą gorąca.
Dochodząc do Rowu Atakamskiego, zgodnie z teorią tektoniki płyt litosfery jest on pochłaniany w procesie subdukcji, czemu towarzyszą trzęsienia ziemi.